# Steve Mac

Steve Mac

Steven McCutcheon (* 15. Januar 1972 in Surrey, England), auch bekannt als Steve Mac, ist ein britischer Songwriter und Musikproduzent. Er war an 78 Top-20-Singles und -Alben in Folge beteiligt, darunter 42 Nummer-eins-Hits. Unter den vielen Künstlern, mit denen er zusammenarbeitete, befinden sich Il Divo (17 Millionen Verkäufe), Westlife (über 35 Millionen Verkäufe), Ronan Keating, Leona Lewis, Kelly Clarkson, Simon Webbe, Kate Winslet, Melanie C, Clay Aiken, O-Town, Gareth Gates, Atomic Kitten, Boyzone, Ruben Studdard, Five, Samantha Mumba, Damage, Vanessa Amorosi, Trace Adkins, Emma Bunton und Undercover.
Die ersten beiden Hits waren Gonna Give You Devotion von Nomad und Hear the Drummer Get Wicked von Chad Jackson. Steve Mac wird mit 136 Top-40-Singles in Verbindung gebracht, darunter 50 Nummer-eins-Hits.
Im Dezember 2016 schaffte es Mac als Autor von Rockabye (Clean Bandit feat. Sean Paul und Anne-Marie) drei Wochen an Spitze der deutschen Singlecharts. Nach drei Wochen verdrängte er sich selbst mit dem Titel Shape of You (Ed Sheeran) von der Spitze. Die Single verblieb 15 Wochen an der Spitze, sodass Mac insgesamt 18 Wochen am Stück die Spitzenposition belegte. Shape of You wurde innerhalb von fünf Monaten mit einer Diamantenen Schallplatte für über eine Million verkaufte Einheiten ausgezeichnet, damit zählt das Stück zu den meistverkauften Singles in Deutschland.
2018 wurde Mac bei den Brit Awards als Produzent des Jahres ausgezeichnet.

## Diskografie als Produzent
- Hear the Drummer Get Wicked – Chad Jackson (1990, UK #2) Single
- I Wanna Give You Devotion – Nomad (1991, UK #3) Single
- Check Out the Groove – Undercover (1992, UK #26) Album
- Baker Street – Undercover (1992, UK #2) Single
- Never Let Her Slip Away – Undercover (1992, UK #5) Single
- We Got the Love – Lindy Layton (1993, UK #38) Single
- I Wanna Stay with You – Undercover (1993, UK #28) Single
- Let This Love Begin – Caught in the Act (1995, DE #24) Single
- My Arms Keep Missing You – Caught in the Act (1995, DE #26) Single
- Caught in the Act of Love – Caught in the Act (1995, DE #6) Album
- Lifting Me Higher – Gems for Jem (1995, UK #28) Single
- Don't Walk Away – Caught in the Act (1996, DE #9) Single
- Forever Friends – Caught in the Act (1996, DE #2) Album
- A Different Beat – Boyzone (1996, UK #1) Album
- Forever – Damage (1996, UK #6) Single
- Forever – Damage (1997, UK #13) Album
- The Cult of Ant and Dec – Ant and Dec (1997, UK #15) Album
- Falling – Ant and Dec (1997, UK #14) Single
- Wonderful Tonight – Damage (1997, UK #3) Single
- Working My Way Back to You – Alliage / Boyzone (1997, FR #2) Single
- L'album – Alliage (1997, FR #10) Album
- Story of Love – OTT (1998, UK 11) Single
- Where We Belong – Boyzone (1998, UK #1) Album
- Five – 5ive (1998, UK #1) Album
- Real Good Time – Alda (1998, UK #7) Single
- Girls Night Out – Alda (1998, UK #20) Single
- I Love the Way You Love Me – Boyzone (1998, UK #2) Single
- When the Going Gets Tough – Boyzone (1999, UK #1) Single
- Have a Look – Vanessa Amorosi (1999, AU #13) Single
- You Needed Me – Boyzone (1999, UK #1) Single
- Swear it Again – Westlife (1999, UK 1, US #20) Single
- By Request – Boyzone (1999, UK #1) Album
- Flying without Wings – Westlife (1999, UK #1) Single
- Invincible – 5ive (1999, UK #4) Album
- Westlife – Westlife (1999, UK #2) Album
- Here We Come – A1 (1999, UK #2) Album
- Like a Rose – A1 (2000, UK #6) Single
- New Beginnings – Stephen Gately (2000, UK #9) Album
- Against All Odds – Mariah Carey/Westlife (2000, UK #1) Single
- I Believe – Stephen Gately (2000, UK #11) Single
- He Don't Love You – Human Nature (2000, AU #2) Single
- Coast to Coast – Westlife (2000, UK #1) Album
- Human Nature – Human Nature (2000, AU #1) Album
- What Makes a Man – Westlife (2000, UK #2) Single
- Uptown Girl – Westlife (2001, UK #1) Single
- Aaron's Party – Aaron Carter (2001, US #16) Album
- A Girl Like Me – Emma Bunton (2001, UK #4) Album
- All or Nothing – O-Town (2001, US #1) Single
- O-Town – O-Town (2001, US #7) Album
- Take My Breath Away – Emma Bunton (2001, UK #5) Single
- Right Now – Atomic Kitten (2001, UK #1) Album
- Kingsize – 5ive (2001, UK #3) Album
- Crome – Trace Adkins (2001, US #4) Album
- Gotta Tell You – Samantha Mumba (2001, UK #9) Album
- Here and Now – Human Nature (2001, AU #1) Album
- Enchantment – Charlotte Church (2001, UK #24) Album
- Queen of My Heart – Westlife (2001, UK #1) Single
- World of Our Own – Westlife (2001, UK #1) Album
- Lately – Samantha Mumba (2001, UK #6) Single
- What If – Kate Winslet (2001, UK #7) Single
- World of Our Own – Westlife (2002, UK #1) Single
- Unchained Melody – Gareth Gates (2002, UK #1) Single
- Help Me Understand – Trace Adkins (2002, US Country #18) Single
- Someone Like You – Fay Tozer / Russel Watson (2002, UK #10) Single
- Together – Lulu (2002, UK #4) Album
- If Tomorrow Never Comes – Ronan Keating (2002, UK #1) Single
- Destination – Ronan Keating (2002, UK #1) Album
- Bop Bop Baby – Westlife (2002, UK #5) Single
- Now or Never – Nick Carter (2002, US #6) Album
- A Moment Like This – Kelly Clarkson (2002, US #1) Single
- Suspicious Minds – Gareth Gates (2002, UK #1) Single
- What My Heart Wants to Say – Gareth Gates (2002, UK #2) Album
- Inside Outside – Sophie Monk (2002, AU #5) Single
- Calendar Girl – Sophie Monk (2002, AU #10) Album
- Unbreakable – Westlife (2002, UK #1) Single
- What My Heart Wants to Say – Gareth Gates (2002, UK #5) Single
- Thankful – Kelly Clarkson (2003, US #1) Album
- This Is the Night – Clay Aiken (2003, US #1) Single
- Flying without Wings – Ruben Studdard (2003, US #2) Single
- Justin Guarini – Justin Guarini (2003, US #20) Album
- Measure of a Man – Clay Aiken (2003, US #1) Album
- Boyzone - The Ballads Album – Boyzone (2003, UK #6) Album
- Spirit in the Sky – Gareth Gates (2003, UK #1) Single
- Tonight – Westlife (2003, UK #3) Single
- Hey Whatever – Westlife (2003, UK #4) Single
- Mandy – Westlife (2003, UK #1) Single
- Turn Around – Westlife (2003, UK #1) Album
- All This Time – Michelle (2004, UK #1) Single
- The Meaning of Love – Michelle (2004, UK #3) Album
- Solitaire – Clay Atken (2004, US #1) Single
- I Hope You Dance – Ronan Keating (2004, UK #2) Single
- 10 Years of Hits – Ronan Keating (2004, UK #1) Album
- Il Divo – Il Divo (2004, UK #1) Album
- Against All Odds – Steve Brookstein (2004, UK #1) Single
- Allow Us to Be Frank – Westlife (2004, UK #3) Album
- Face to Face – Westlife (2005, UK #1) Album
- Ancora – Il Divo (2005, UK #1, US #1) Album
- Heart and Soul – Steve Brookstein (2005, UK #1) Album
- Siempre – Il Divo (2006, UK #2, US #6) Album
- The Love Album – Westlife (2006, UK #1) Album
- A Moment Like This – Leona Lewis (2006, UK #1) Single
- Carolyna – Melanie C (2007, DE #28, UK #49) Single
- One Chance – Paul Potts (2007, UK #1) Album
- Home – Westlife (2007, UK #3) Single
- Back Home – Westlife (2007, UK #1) Album
- Spirit – Leona Lewis (2007, UK #1) Album
- Rejoice – Katherine Jenkins (2007, UK#3) Album
- Delta – Delta Goodrem (2007, AU #1) Album
- When You Believe – Leon Jackson (2007/2008, UK #1) Single
- Footprints in the Sand – Leona Lewis (2008, UK #2) Single
- Leave a Light On – Tom Walker (2017, UK) Single
- The Winner’s Song – Geraldine McQueen (2008, UK #2) Single
- Back Again…..No Matter What – Boyzone (2008, UK #4) Album
- Adore – Jasmine Thompson (2015, UK) Single
- OK – Robin Schulz feat. James Blunt (2017, DE #2) Single
- Right Now – Nick Jonas vs. Robin Schulz (2017, DE#78) Single

| Personendaten    | Personendaten                            |
| ---------------- | ---------------------------------------- |
| NAME             | Mac, Steve                               |
| ALTERNATIVNAMEN  | McCutcheon, Steven                       |
| KURZBESCHREIBUNG | britischer Songwriter and Musikproduzent |
| GEBURTSDATUM     | 15. Januar 1972                          |
| GEBURTSORT       | Surrey, England                          |